# Saint-Pascal
Saint-Pascal è un comune del Canada, situato nella provincia del Québec, nella regione di Bas-Saint-Laurent.